# Ture Hedman
Pour les articles homonymes, voir Hedman.
Ture Eskil Hedman est un gymnaste artistique suédois né le 18 décembre 1895 à Stockholm et mort le 3 août 1950 dans la même ville.

## Biographie
Ture Hedman fait partie de l'équipe de Suède qui remporte la médaille d'or en système suédois aux Jeux olympiques d'été de 1920 se tenant à Anvers.